# El jugador (película de 1953)
El jugador es una película policial mexicana de 1953 dirigida por Vicente Oroná y protagonizada por David Silva, Carmelita González y Aurora Segura.

## Argumento
Alberto es un joven que tiene la desgracia de tener muy buena suerte en los juegos de azar y ama intensamente a su novia Alicia. Al padre de la muchacha no le gusta verla al lado de un vago y decide convencerla para que rompa con esa relación. Alberto, decepcionado por el rechazo, se convierte en un tahúr, al paso del tiempo la vida vuelve a ponerlos frente a frente y bajo otra circunstancia.

## Reparto
- David Silva como Alberto Maciel.
- Carmelita González como Alicia Ramírez («Licha»).
- Aurora Segura como Yolanda.
- José María Linares-Rivas como Don Genaro.
- Julio Villarreal como Don Gervasio, padre de Licha.
- Dagoberto Rodríguez como Francisco Martínez.
- Elisa Asperó como Doña Eduviges, madre de Licha.
- Federico Curiel como Víctor, amigo de Alberto.
- Queta Lavat como Hortensia, esposa de Francisco.
- Fernando Wagner como Esposo de Yolanda.
- Victorio Blanco como Empleado de Alberto.
- Rodolfo Calvo como Asociado del productor.
- Alfonso Carti como Cantinero.
- Jorge Chesterking como Jugador en casa de juego.
- José Chávez como Amigo de Alberto.
- Chayo García como Cantante.
- Hilda Grey como cantante.
- Ana Bertha Lepe como Sofía, amiga de Licha.
- Blanca Marroquín como Puestera.
- Álvaro Matute como Hombre en casa de juego.
- Irlanda Mora como Amiga de Licha.
- Luis Mussot hijo como Eugenio.
- Francisco Pando como Rosalio Hernández.
- Pepe del Río como Agente de policía
- Salvador Terroba como Cliente de Alberto.
- Acela Vidaurri como Amiga de Licha.